# Schlubach & Co.
Schlubach & Co. war ein international tätiges Handelsunternehmen in Valparaíso, Chile und Hamburg, das von 1867 bis 2001 bestand (1867–1882 Valparaiso, 1882–2001 Hamburg).

## Geschichte

### 1856–1914: Der Aufstieg des Heinrich A. Schlubach in Chile und Guatemala

Heinrich A. Schlubach um 1900

1856 segelte der 20-jährige Heinrich August Schlubach allein und ohne Vermögen auf einer kleinen Bark um das Kap Hoorn nach Valparaíso und ließ sich dort als Kaufmann nieder. Nachdem in den 1860er Jahren in Chile umfangreiche Vorkommen an Salpeter und Guano, die wertvolle Rohstoffe für die Herstellung von Dünger und Sprengstoffen waren, in der Region gefunden wurden, kam er schnell zu großem Reichtum, nachdem er am 1. Januar 1867 in Valparaiso die Firma Schlubach & Co gegründet hatte. Er heiratete Margaret Brander, eine Tochter des vermögenden schottischen Kaufmanns John Brander (1817–1877). Ihre Mutter Titaua Brander war eine Tochter des englischen Kaufmanns Alexander Salmon (1822–1866) und dessen Frau Oeahu Arriitamai, die wiederum eine Tochter der Königin Pomaré IV. von Tahiti war. Die Familien Brander und Salmon besaßen umfangreiche Kokosnuss-Plantagen auf Tahiti, den Marquesas-Inseln und den Cookinseln. Zudem betrieben sie seit 1866 eine große Schafszucht-Farm für Export-Wolle auf der Osterinsel.

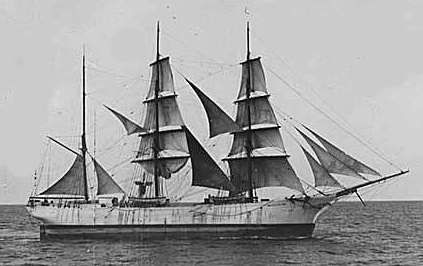
Die 1871 von Joh. C. Tecklenborg erbaute Bark Admiral Tegetthoff, 1899–1907 in Besitz von Schlubach, Thiemer & Co.

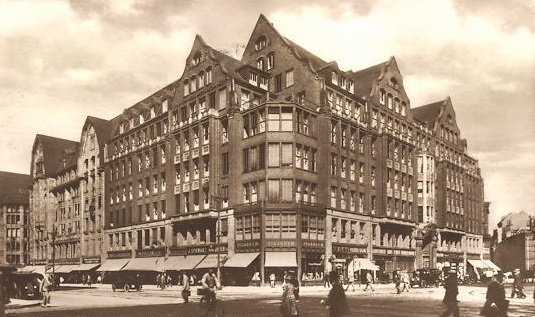
Hamburg, Südseehaus Mönckebergstraße (ca. 1920)

1882 verkaufte Heinrich Schlubach und sein inzwischen gewonnener Partner Otto Thiemer (1856–1916) ihr Handelshaus in Chile für 22 Millionen Goldmark an die Firma G.A.Hörmann in Valparaiso und kehrten nach Hamburg zurück, wo sie mit dem Kapital nun unter der Firma Schlubach, Thiemer & Co. neue Geschäfte anbahnten. So gründeten sie 1889 mit anderen Hamburger Kaufleuten die „Guatemala Plantagen Gesellschaft“. Sie erwarben über 15 Kaffeeplantagen und eine Verarbeitungsmühle in Guatemala. Darunter befand sich auch die Finca "El Pensamiento", die zuvor dem ehemaligen Staatspräsidenten Guatemala, Manuel Lisandro Barillas Bercián, gehört hatte und der 1898 unter seinem Nachfolger Manuel José Estrada Cabrera ins Exil nach Mexiko geflüchtet war. Die Plantagen produzierten 1901/02 ca. 5.000 Sack Kaffee. Einen Rückschlag gab es, als 1902 bei einem Ausbruch des Vulkans Santa María die Fincas "El Pensamiento" und "El Bolivar" über zwei Meter hoch mit Asche bedeckt wurden. Schlubach strukturierte daraufhin die Unternehmungen in Guatemala um, gründete zusammen mit dem deutschen Kaufmann Walther Dauch die Tochtergesellschaft „Schlubach, Dauch & Co“ und stellte den Kaffeeexperten David Sapper ein. So konnte die Kaffeeproduktion im Jahr 1908/09 auf 20.000 Sack gesteigert werden.
1911 bezog die Muttergesellschaft „Schlubach, Thiemer & Co.“ neue Büroräume im Südseehaus an der Mönckebergstraße, Ecke Lange Mühren 9–11, und gehörte zu Hamburgs führenden Außenhandelshäusern. Sie verkaufte ganze Industrieanlagen nach Süd- und Mittelamerika, vor allem Brauereien und Mühlen, aber auch spezielle Maschinen für die Landwirtschaft. Mit dem im Gegenzug importierten Kaffee und anderen Kolonialwaren belieferte sie sowohl Großhändler als auch kleine Hamburger Ladengeschäfte. Seit 1911 beteiligte sich die Firma auch im Rohkakao-Handel mit Ecuador und Kolumbien. 1914 übernahm sie zudem weitere Kaffeeplantagen in Guatemala und produzierte nun unter der Firma „Mittelamerikanische Plantagengesellschaft“ über 32.000 Sack Kaffee.

### 1914–1931: "Schlubach, Thiemer & Co." zwischen Weltkrieg und Bankenkrise
Nach Heinrich Schlubachs Tod am 12. Juni 1914 wurde Walther Dauch Hauptgeschäftsführer. Daneben waren auch Schlubachs Söhne Eric (25. Juli 1878; † 20. Oktober 1962), Roderich (* 1. April 1880; † 24. Oktober 1953) und Hermann Edgar (* 5. Mai 1882; † 11. Februar 1928) als Gesellschafter in leitenden Positionen tätig. Während des Ersten Weltkriegs diente Eric Schlubach 1914–1918 als Korvettenkapitän in der Kaiserlichen Marine.
1920 wurde Walther Dauch für die DVP in den Deutschen Reichstag gewählt. Eric und Roderich Schlubach traten dagegen der DNVP bei, für die Eric von 1924 bis 1927 in der Hamburgischen Bürgerschaft saß.
Im Mai 1921 beteiligten sich Schlubach, Thiemer & Co. zusammen mit dem Deutschen Aero-Lloyd und anderen an der Gründung des Syndikates „Condor“, aus dem fünf Jahre später die Deutsche Lufthansa hervorging.
In den folgenden Jahren engagierten sich Schlubach, Thiemer & Co. auch in der Produktion und dem Import von Südfrüchten in Afrika. Sie beteiligten sich an der Afrikanischen Frucht-Compagnie (AFC) und kauften 1925 im Kamerun die ca. 5900 ha große Plantage „Likomba“. Für den Transport der Bananen begannen sie zusammen mit AFC den Bau von Transportschiffen, die mit Kühlmöglichkeiten ausgestattet wurden.
1928 folgte ein Engagement in Argentinien. Mit der Fa. Felten & Guilleaume, Köln, wurde die „Compañia de Venta de Hierros Aceros europeos“ gegründet und Land aufgekauft. Im gleichen Jahr starb Hermann Edgar Schlubach und hinterließ vier Kinder, darunter den späteren Architekten Geert Edgar Schlubach und den später als Bühnenbildner bekannt gewordenen Jan Schlubach.
Die Weltwirtschaftskrise 1929 hatte verheerende Folgen für die Firma, die ihre Unternehmungen zu einem großen Teil mit ausländischem, vor allem britischem Kapital finanziert hatte. In der Folge der Reichstagswahl 1930, der Brüningschen Notverordnungen und einer befürchteten Zahlungsunfähigkeit des Reiches wurden die Kredite nicht verlängert. Am 11. Juni 1931, auf dem Höhepunkt der Deutschen Bankenkrise wurden Schlubach, Thiemer & Co schließlich zahlungsunfähig und mussten Konkurs anmelden.

### 1931–2001: Nach dem Konkurs bis zur Übernahme durch K.D. Feddersen
1936 erschienen Schlubach & Co. wieder als Beteiligte an einem Konsortium unter der Aufsicht von Roderich Schlubach zur Übernahme der Ende der 1880er Jahre von dem Schweden Linell im Kamerun gegründeten Debundscha-Pflanzung (DKG). 1938 besaß die Gesellschaft insgesamt 1800 ha, von denen 388 ha mit Bananenstauden und 110 ha mit Ölpalmen bebaut wurden.
Nach dem Tod von Roderich und Eric führten ihre Söhne die Firma in dritter Generation weiter.
1954, nach dem unerwarteten Tod von Jürgen Schlubach, übernahm die südamerikanische Hochschild-Gruppe die Firma Schlubach & Co., Geschäftsführer wurde C. Egmont Hagedorn bis zu seinem Ausscheiden 1975. Die Geschäftsführung wurde dann gemeinsam von den langjährigen Prokuristen Willy P. Schultz und Joachim Rebattu ausgeübt.
1983 übernahmen Schlubach & Co. die Firmen der 1951 gegründeten BOCHAKO Chemie-und-Technik-GmbH, die im Handel mit Russland und anderen osteuropäischen Staaten aktiv waren.
1986 beschloss die Stiftung, die die Geschäfte der Hochschild-Gruppe führte, alle Beteiligungen, also auch die an Schlubach & Co., zu veräußern, und Willy P. Schultz wurde Alleineigentümer der Firma.
1992 wurden Schlubach & Co. von der K.D. Feddersen Holding GmbH (KDF) übernommen und ergänzt das Leistungsspektrum des Verbundes im Im- und Exportsektor. Zwei Jahre später erschienen Schlubach & Co auf den Importlisten für Quecksilber der brasilianischen Außenhandelsbehörde. Das giftige Quecksilber wurde für die Goldgewinnung im Amazonasgebiet verwendet. Auf einer Pressekonferenz in Santarém wurde die Quecksilberverseuchung durch Greenpeace angeprangert. Schlubach & Co dementierten jegliche Beteiligung an dem Geschäft. 1997 wurden schließlich die Schlubach Einzelfirmen zu Schlubach & Co. Handels- und Bochako GmbH verschmolzen. Dadurch wurden die Handelsaktivitäten in Russland, einigen ehemaligen GUS-Staaten und Südamerika in einem Unternehmen zusammengefasst. Das Produktportfolio setzt sich auf der einen Seite aus Fein- und Industriechemikalien sowie diversen Spezialitäten, auf der anderen Seite aus Anlagen und Maschinen und deren Ersatzteilen zusammen.
Seit dem 1. Juni 2001 werden die Geschäfte unter der Firma K.D. Feddersen & Co Ueberseegesellschaft mbH abgewickelt.

## Kulturelles und wissenschaftliches Engagement
1882, während der deutschen Osterinselexpedition des Schiffes Hyäne unter Kapitän Wilhelm Geiseler, vermittelte Heinrich Schlubach auf Bitte von Adolf Bastian, dem damaligen Direkter den Königliche Museum für Völkerkunde in Berlin den Erwerb mehrerer Rongorongo-Schrifttafeln. Die drei Tafeln M, N und O wurden an den Onkel von Schlubachs Frau, Alexander Salmon jr., übergeben, der sie daraufhin zu Schlubach schickte. Als Schlubach 1883 nach Hamburg zurückkehrte, schickte er die Tafel O zu Bastian nach Berlin. Sie befindet sich noch heute im Ethnologischen Museum. Die Tafeln M und N verkaufte Schlubach privat an die Hamburger Firma „Klee und Kocher“, die sie an den österreichischen Vize-Konsul Heinrich Freiherr von Westenholz weiterverkaufte. Dieser stiftete sie 1886 dem Museum für Völkerkunde Wien.
1903–1905 bereiste Eric Schlubach als junger Seeoffizier im Ostasiengeschwader der kaiserlichen Marine China, Korea, Japan und Sibirien. Seine Beschreibungen und Aquarelle veröffentlichte er 1958 als Buch unter dem Titel Reisebriefe aus dem fernen Osten. Sie geben ein eindrucksvolles Bild der Natur und Kultur der Länder kurz nach der Niederschlagung des Boxeraufstandes wieder.
1922 unterstützten Hermann Edgar Schlubach und der junge Londoner Kaufmann Henry Frederick Tiarks eine holländisch-deutsche Sonnenfinsternis-Expedition zu den Weihnachtsinseln. Als Dank wurde zu ihren Ehren der am 18. September 1919 von Karl Wilhelm Reinmuth in Heidelberg entdeckte Asteroid 922 „SchluTia“ genannt.
1923 unterstützte die Familie Schlubach die Gründung eines Institutes für Amerikaforschung an der Universität Würzburg. Finanziell gefördert wurden dabei u. a. 1923–1924 eine zweijährige Forschungsreise des Geographen und Ethnologen Karl Sapper (Cousin ihres früheren Mitarbeiters David Sapper) durch Mexiko, Mittelamerika, Kolumbien und Venezuela und 1925–1929 eine vierjährige Forschungsreise des Ethnologen Franz Termer (Nachfolger Sappers), die ebenfalls durch Mittelamerika führte. Die Universität Würzburg machte daraufhin Roderich und Herbert Schlubach zu ihren Ehrenmitgliedern.